# RPG-76

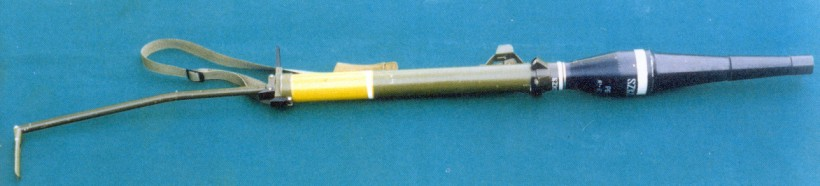
RPG-76 extendido

El RPG-76 Komar es un lanzacohetes antitanque ligero de un solo tiro fabricado en Polonia. Éste dispara una granada propulsada no guiada. Esta arma fue diseñada como alternativa ligera y de dimensiones reducidas con respecto al RPG-7, especialmente para las tropas aerotransportadas.

## Armas similares
- RPG-18
- M72 LAW

- Datos: Q7277459
- Multimedia: RPG-76 / Q7277459